# 難癖
| ウィキペディアには「難癖」という見出しの百科事典記事はありません（タイトルに「難癖」を含むページの一覧/「難癖」で始まるページの一覧）。 代わりにウィクショナリーのページ「難癖」が役に立つかもしれません。 |